# Skip Prosser
George Edward Prosser, meglio noto come Skip Prosser (Pittsburgh, 3 novembre 1950 – Winston-Salem, 26 luglio 2007), è stato un allenatore di pallacanestro statunitense.